# Nybyen
Nybyen är en bebyggelse i södra utkanten av Longyearbyen i Svalbard. 

## Historik

Nybyen under polarnatt, med fjället Sarkofagen i bakgrunden. I mitten av bilden är den frusna Longyearälven.

Bosättningen grundades åren 1946–1947 för gruvarbetare i Gruve 2B (lokalt kallad Julenissegruva), som är en av områdets tiotal kolgruvor. Under andra delen av 1900-talet växte Nybyen till att bli en viktig del av Longyearbyen och hade också en tid stadens enda detaljhandel. Idag finns de två gästhusenGuesthouse 102 och Spitsbergen Guesthouse i de före detta gruvarbetarnas baracker. Utöver bostadsrum inrymmer de också Svalbards konstgalleri och hantverkscentrum och i närheten ligger restaurangen Huset, som även innehåller klubb och biograf. De flesta studenterna från Universitetscentret på Svalbard bor här i sex nyrenoverade baracker.

## Geografi
Nybyen är belägen i övre delen av Longyeardalen, cirka 2,5 kilometer från Longyearbyens centrum på en höjd på 100 meter.
Nybyen räknas numera som en del av Longyearbyen, men är en avskild stadsdel. Närmast mot centrum ligger Longyearbyens skola i Haugen.
I söder finns en markant ås med namnet Sarkofagen, vilken reser sig 513 meter över havet.

## Fotogalleri

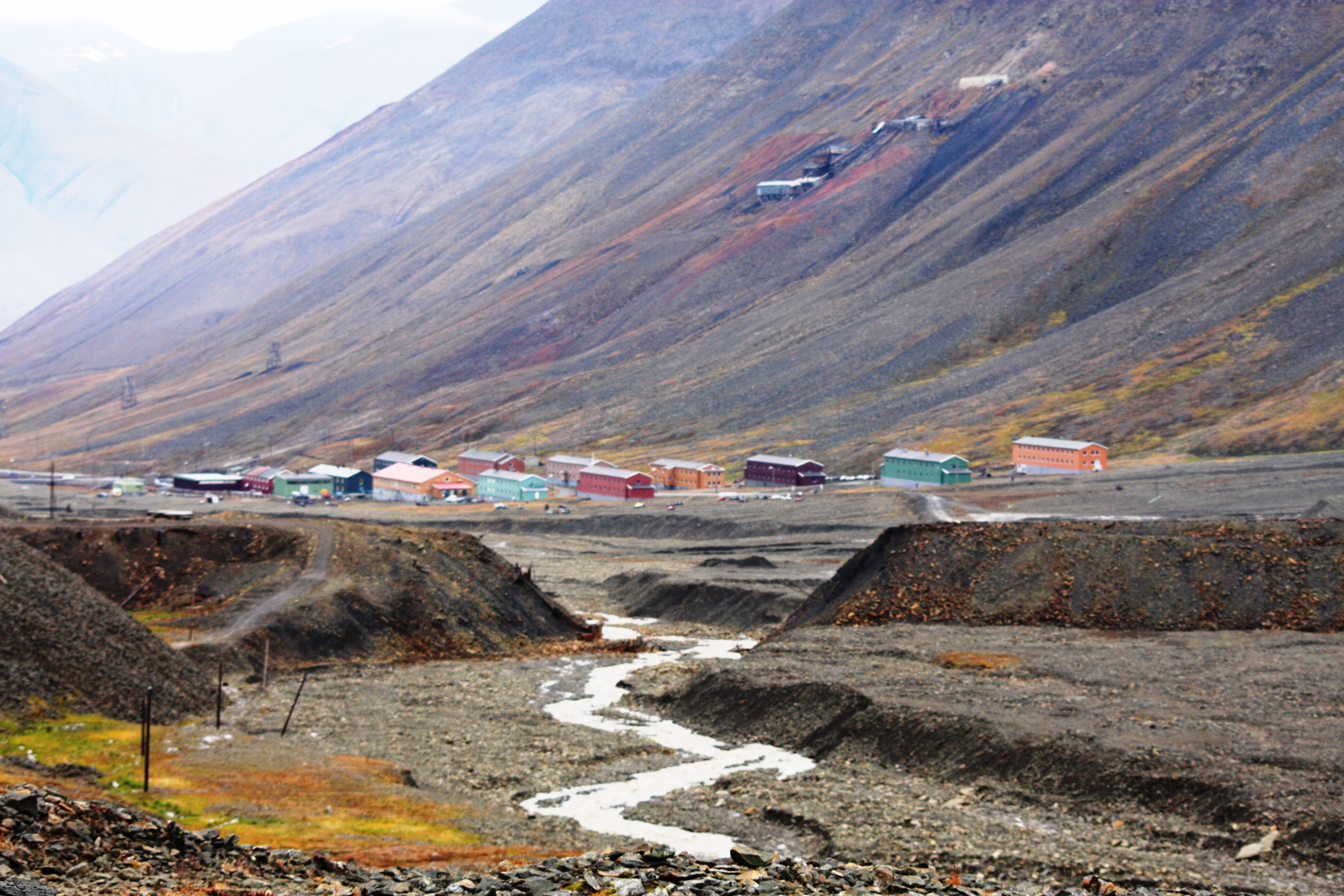
Nybyen med Gruve 2b på fjällsluttningen
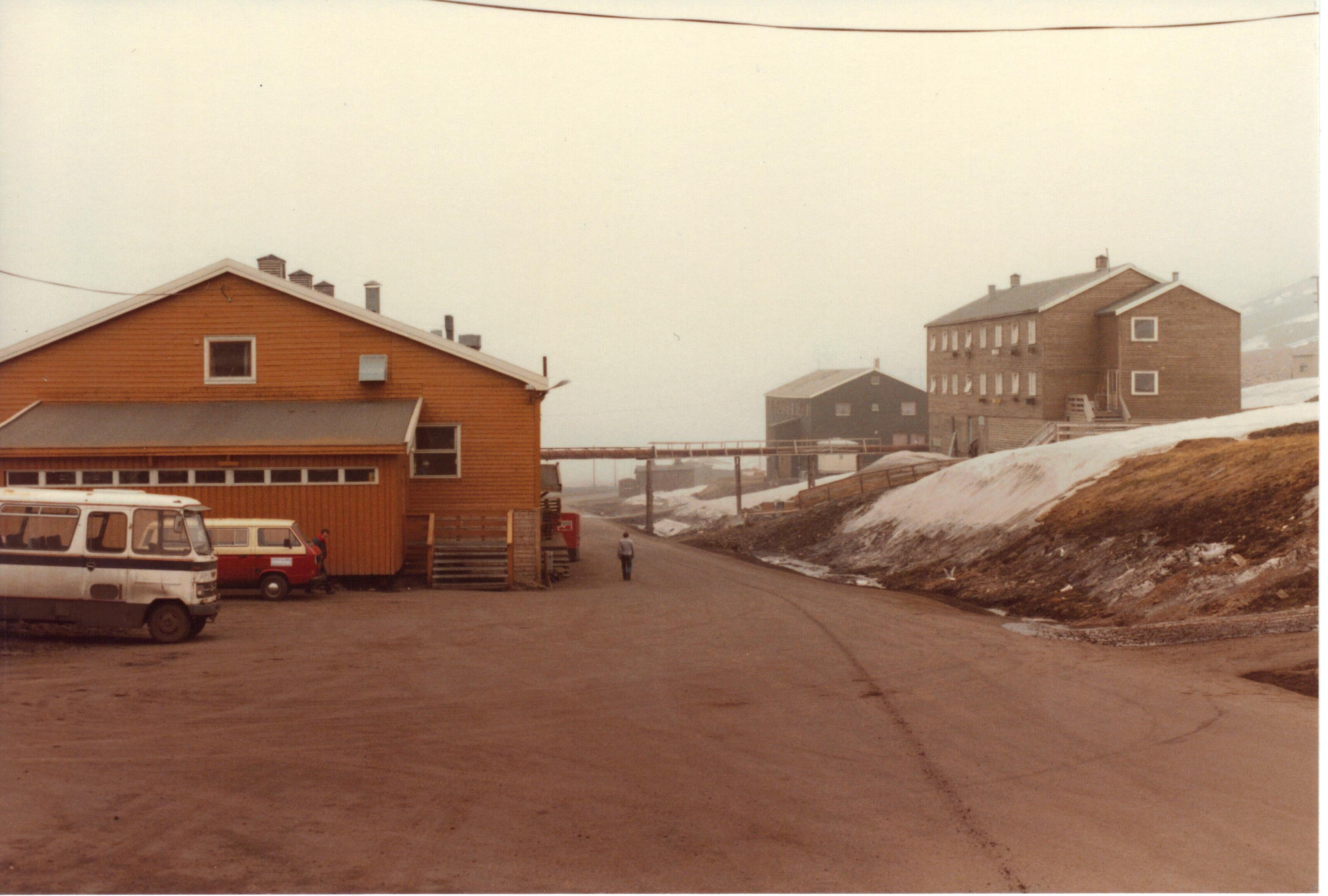
Arbeidermessa till vänster, Jomfruburet till höger (foto från 1981)
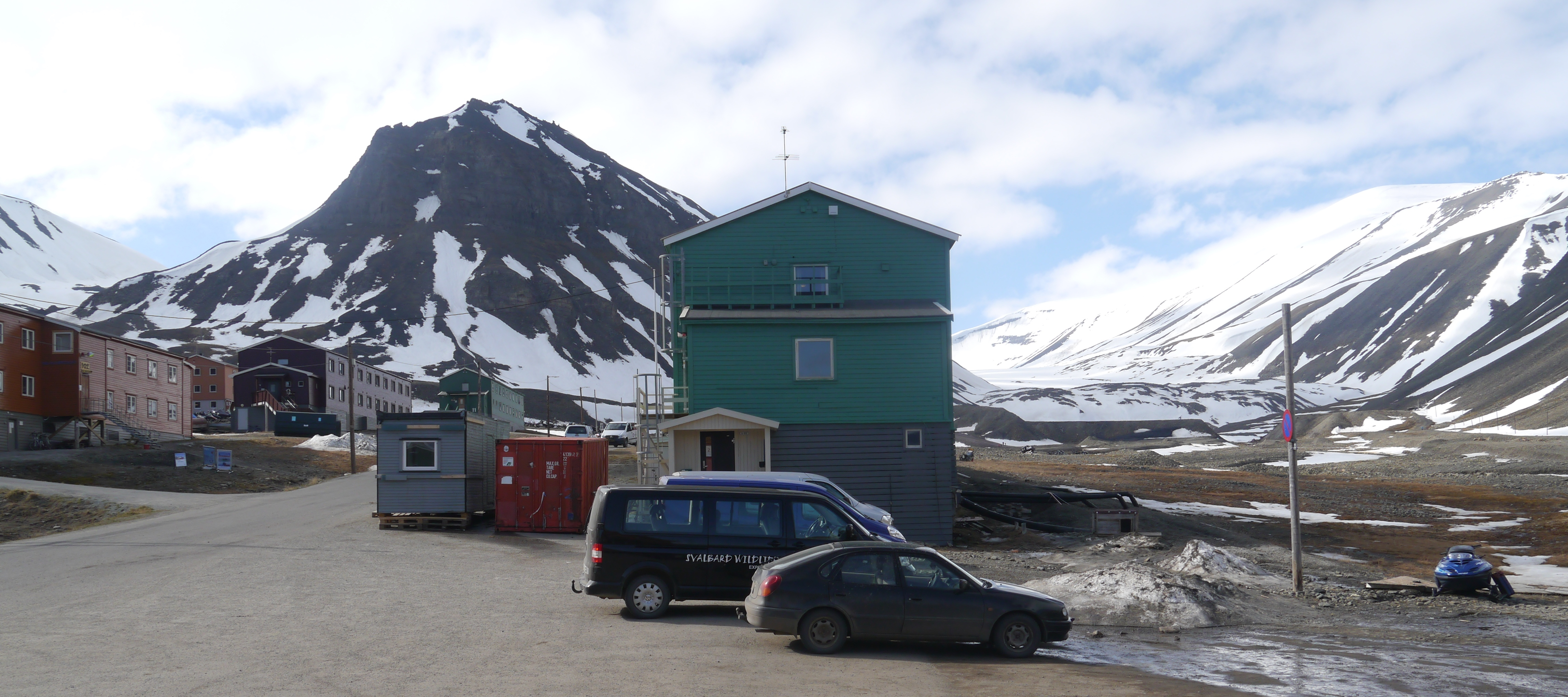
Nybyens sydvästra del med Sarkofagen i bakgrunden

Nybyens placering i Longyeardalen med Larsbreen, Sarkofagen och Lars Hiertafjellet, Gruve 2b syns i bildens vänsterkant och Nybyens södra del i nederdel.